# Gürgöze, Mazıdağı
Gürgöze là một xã thuộc huyện Mazıdağı, tỉnh Mardin, Thổ Nhĩ Kỳ. Dân số thời điểm năm 2010 là 440 người.